# 日野富子
日野富子（1440年—1496年6月30日），室町幕府八代將軍足利義政的正室，第九代將軍足利義尚之母。父親是日野政光，母親是北小路禪尼（日野苗子）。

## 生平
日野富子被人称為“玉美人”，由於日野家代代與足利家保持聯姻的關係，富子在十六歲時嫁給當時二十歲的將軍義政做正室。在長祿三年（1459年）時生下一个女孩，然而，这个女孩出生不久便夭折了，當時有傳說這件事是義政的乳母今參局在暗中詛咒，於是今參局因此被判流放到琵琶湖的沖島，而她在流放的路上就自殺了。此外，義政的另外四名側室，也因為受到這次事件的牽連，都被流放。
之後富子生了一对双胞胎，遗憾的是仍然是女孩。寬正五年（1464年），眼看著義政與富子結婚已過十年，卻依然沒有誕下子嗣，義政便決定讓自己已經出家的弟弟義尋還俗，並改名足利義視，讓他做自己的繼承人。沒想到就在次年，富子竟生下一個兒子，即後來的足利義尚。義政與富子既然已經有親生的兒子，自然就希望讓兒子繼承將軍之位，這件事卻引來義視的不滿。以將軍家的繼承問題為原因之一，再加上周遭其他家族也跟著有繼承問題，造成了長達十年之久的應仁之亂。
在戰亂中的文明五年（1473年），年僅九歲的義尚繼承將軍之位，而義政則隱居至小川御所，與富子分居。由於義尚年紀還小，富子便協助掌政。文明八年（1476年），將軍府邸花之御所被燒，於是富子與義尚母子也改遷至小川御所。
戰亂之後，不但京都需要重建，幕府也需要經費，於是從文明十二年（1480年）起，富子便在京都設立了七個關口，以課徵關稅。此外她還經營高利貸，以及囤米以高價賣出，在政治方面則收取他人賄賂。橫徵暴斂的行為，使她名聲低下，被人稱為是惡女、惡妻。
文明十五年（1483年），義政築好東山山莊，再次與富子分居。長享三年三月廿六日（1489年4月26日），年僅二十五歲的將軍義尚在爭討六角高賴暴亂時，因耽溺於酒色，在軍營中病逝；第二年，隱居的義政也接著過世。於是富子迎立了之前曾一度被當做繼承人的足利義視之子足利義材為將軍。但是義視曾在繼承人的事件中，與富子有過嫌隙，富子因此也連帶不喜歡義材。隨著義視在延德三年（1491年）過世後，富子便開始謀畫更換將軍之事。明應二年（1493年），富子與細川政元合作，廢除義材的將軍之位，改立堀越公方足利政知之子足利義澄為室町幕府第11代征夷大將軍。（詳見明應之變）
富子在丈夫過世後，便出家為尼，但是對幕府仍頗具影響力。明應五年（1496年）富子過世，法號為「妙善院從一位慶山大禪定尼」，據說現在京都的華開院還留有她的墓。而在她長女出家所在的寶鏡寺裡，則留有一尊以她出家後模樣為主的木像。